# ミルクマン
『ミルクマン』（Milkman）は、アメリカの小説家、スティーヴン・キングによる短編小説である。日本では、その邦訳版が収録された短編集の名称ともなっている。

## 短編作品としての『ミルクマン』
本作は『ミルクマン1（早朝配達）』（en:Morning Deliveries (Milkman No. 1)）（1985）と、『ミルクマン2（ランドリー・ゲーム）』（en:Big Wheels: A Tale of the Laundry Game (Milkman No. 2))）（1982）より構成されている。前者の「早朝配達」は執筆時の予定では長編となるはずだったが、書き足しがされないままに発表された。（初出はen:Skeleton Crew）また、後者の「ランドリーゲーム」は一応続編という形式をとっているものの、物語の進行において明示的なつながりは殆ど無い。実際、独立した短編としてラムゼイ・キャンベル編纂のアンソロジーに発表したのが初出となっている。

## 短編集『ミルクマン』
スティーヴン・キングが1985年に発表した短編集『en:Skeleton Crew』は分冊形式で3巻に分けて邦訳されている。短編集『ミルクマン』はその最終巻にあたり、短編小説10編に加えて「原作者のノート」と称した作品解説が収録されている。

### 収録作品
- ミルクマン1（早朝配達） - Morning Deliveries (Milkman #1)（1985）訳:矢野浩三郎
- ミルクマン2（ランドリー・ゲーム）- Big Wheels:A Tale of the Laundry Game (Milkman #2)（1982）訳:矢野浩三郎
- トッド夫人の近道 - Mrs. Todd's Shortcut（1984）訳:山本光伸
- 浮き台 - The Raft（1982）訳:田村源二
- ノーナ - Nona（1978）訳:田村源二
- ビーチワールド - Beachworld（1984）訳:山本光伸
- オーエンくんへ - For Owen（1985）訳:矢野浩三郎
- 生きのびるやつ - Survivor Type（1982）訳:田村源二
- おばあちゃん - Granmma（1984）訳:山本光伸
- 入り江 - The Reach（1981）訳:山本光伸
- 原作者のノート　訳:矢野浩三郎

### 出版情報
- スケルトンクルー2　ミルクマン（扶桑社ミステリー）;

出版社：扶桑社
出版日：1988年5月19日
ISBN 4-594-00281-1